# هاردي مايرز
هاردي مايرز (بالإنجليزية: Hardy Myers)‏ هو محامي وسياسي أمريكي، ولد في 25 أكتوبر 1939 في الولايات المتحدة، وتوفي في 29 نوفمبر 2016 في نفس البلد. حزبياً، نشط في الحزب الديمقراطي. وقد انتخب عضو مجلس نواب أوريغون.